# Hildebert
Hildebert, född 1056, död 18 december 1133 i Tours, var en fransk kyrkoman och skriftställare. Han var ärkebiskop av Tours från 1125 fram till sin död.